# Neuropsicología cognitiva
La neuropsicología cognitiva es una rama de la psicología cognitiva cuyo objetivo es dilucidar el modo en que determinadas estructuras y funciones cerebrales se relacionan con procesos psicológicos concretos. Hace especial hincapié en el estudio de los efectos cognitivos de los daños cerebrales y las enfermedades neurológicas con vistas a desarrollar modelos explicativos del funcionamiento cognitivo normal. Esta disciplina se basa en el estudio de casos clínicos de pacientes con daños cerebrales que muestran déficits en determinadas áreas cerebrales, así como en el de aquellos pacientes que muestran disociaciones dobles. A partir de los resultados obtenidos en estos estudios, los investigadores infieren la existencia de determinadas áreas cerebrales con un alto grado de especialización funcional. Cabe establecer una distinción con la neurociencia cognitiva, que también se interesa por el daño cerebral, pero se centra específicamente en la investigación de los mecanismos neuronales que subyacen a los procesos cognitivos.

## Historia

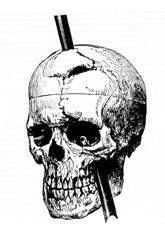
Visión frontolateral del cráneo de Phineas Gage, mostrando la dirección por la que el hierro atravesó su cerebro

La ciencia moderna de la neuropsicología cognitiva, emergió durante los años 60. No obstante, ha habido una serie de importantes estudios a lo largo de los últimos dos siglos que han sido de gran valor para establecer las bases del estudio del deterioro cerebral con vistas a comprender el desempeño normal de la función psicológica.
El de Phineas Gage fue uno de los primeros estudios sobre casos de daño cerebral que permitieron acercarse a la comprensión de las funciones de un área cerebral concreta. En el año 1848, Gage sobrevivió a un accidente en el que una barra de hierro de unos 3 cm de diámetro le atravesó los lóbulos frontales. A pesar de no sufrir ningún tipo de pérdida de las funciones motoras o sensoriales, su personalidad cambió hasta tal punto que le impidió continuar con la vida que había llevado hasta entonces, lo que permitió establecer una relación entre los lóbulos frontales y la personalidad, la emoción y la interacción social.

Áreas de Broca y de Wernicke.

De un modo similar, en el año 1861, Paul Broca realizó un estudio post mortem de un paciente afásico, conocido como "tan" (por ser la única palabra que era capaz de pronunciar). Broca descubrió que el paciente tenía dañada la tercera circunvolución del lóbulo frontal (actualmente conocida como "área de Broca"). Dado que Tan era incapaz de producir lenguaje, pero su comprensión se había mantenido intacta, Broca argumentó que esta área cerebral específica podría estar especializada en la producción de lenguaje, y que las habilidades lingüísticas debían localizarse en esta área cortical.
Los primeros indicios acerca del papel que jugaban los lóbulos occipitales en el sistema visual fueron proporcionados por los soldados que regresaban de la Primera Guerra Mundial. La munición de pequeño calibre que solía emplearse en aquella época provocaba, en ocasiones, daños cerebrales focalizados. Los estudios con soldados que presentaban este tipo de daños en las zonas posteriores de la cabeza mostraron la existencia de áreas ciegas en el campo visual, dependiendo del lugar específico en el que el lóbulo occipital se había visto dañado. Esto apuntaba a la posibilidad de que algunas áreas concretas del cerebro eran las responsables de las sensaciones de determinadas áreas visuales. Este tipo particular de organización espacial de respuestas neuronales se conoce en la actualidad como retinotopía.

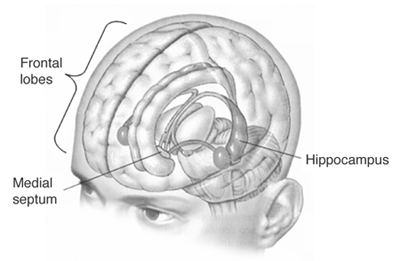
La mayor parte del hipocampo de HM fue reseccionado bilateralmente.

Los estudios sobre el paciente HM suelen citarse como precursores de la neuropsicología cognitiva moderna. Al paciente HM se le extirpó parte de sus lóbulos temporales mediales como un tratamiento experimental para la epilepsia en el año 1953. El tratamiento tuvo éxito en cuanto a que se redujeron las convulsiones epilépticas, pero le provocó una severa amnesia anterógrada. Dado que este deterioro estuvo causado por la cirugía a la que fue sometido, se conocía con exactitud cuáles habían sido las partes de su cerebro dañadas, lo cual no era habitual en aquella época en la que las técnicas de neuroimagen no se habían desarrollado lo suficiente. Estos datos permitieron generar modelos teóricos sobre el funcionamiento de la memoria, a partir de las relaciones establecidas entre las partes cerebrales dañadas y las consecuencias sufridas. 
Estos y otros estudios similares han tenido un importante número de implicaciones. La primera de todas ellas es que determinados procesos cognitivos (como el lenguaje) pueden resultar dañados de forma independiente, por lo que deben estar manejados por procesos cognitivos y neuronales distintos e independientes. La segunda es que este tipo de procesos deben estar localizados en determinadas áreas específicas del cerebro. A pesar de que ambas conclusiones siguen siendo controvertidas hoy día en cierto grado, se comprendió que el estudio del daño cerebral es un modo potencialmente fructífero de comprender las relaciones existentes entre la psicología y la neurociencia.
Durante la década de los 60, el procesamiento de la información se convirtió en el modelo dominante en el campo de la psicología orientada a la comprensión de los procesos mentales. Este hecho proporcionó importantes bases teóricas para la neuropsicología cognitiva, en la medida en que ofreció una explicación acerca de las funciones específicas de determinadas áreas cerebrales (por ejemplo, procesar información mediante rutas específicas y especializadas), y facilitó la comprensión del daño cerebral en términos abstractos, como el deterioro de las capacidades de procesamiento de amplios sistemas cognitivos.

## Métodos
Mediante el establecimiento de una relación entre lo que una persona ya no puede hacer tras sufrir un daño cerebral y las partes específicas del cerebro que se han visto dañadas en su caso concreto, puede inferirse una relación funcional que hasta entonces no haya sido descubierta. A este método se le conoce como "método lesional". El uso de este método también posibilita la investigación de en qué medida una determinada habilidad está sustentada en un proceso cognitivo individual, o en la combinación de varios procesos que trabajan de forma conjunta. Por ejemplo, si una teoría establece que la lectura y la escritura son sólo habilidades independientes que emanan del mismo proceso cognitivo, no podría ser posible encontrar a una persona que, tras un daño cerebral sobrevenido, pudiera escribir pero no leer, o viceversa. Este deterioro selectivo en las habilidades sugiere que las distintas áreas cerebrales están especializadas en la ejecución de determinados procesos, por lo que los sistemas cognitivos son igualmente diferenciables.
El filósofo Jerry Fodor ha sido especialmente influyente en la neuropsicología cognitiva, principalmente mediante la aportación de la idea de que la mente, o al menos ciertas partes de ella, puede estar organizada en módulos independientes. El hecho de que algunas habilidades cognitivas puedan verse deterioradas de forma independiente del resto parece sustentar esta teoría hasta cierto punto, a pesar de que es evidente que algunos aspectos de la mente (por ejemplo, las creencias) no son en grado alguno modulares. No obstante, Fodor (un funcionalista estricto) rechaza la idea de que las propiedades neurológicas del cerebro puedan determinar de algún modo sus propiedades cognitivas, y no confía en la neuropsicología cognitiva como disciplina válida. 
La neuropsicología cognitiva también hace uso de muchas de las técnicas y tecnologías de la neuropsicología (considerada más abarcativa), y de otros campos como la neurociencia cognitiva. Esto incluye técnicas de neuroimagen, electrofisiología y  pruebas neuropsicológicas para medir el rendimiento funcional y psicológico del cerebro.
Los principios de la neuropsicología cognitiva han sido recientemente aplicados a la enfermedad mental, en aras de comprender, por ejemplo, lo que el estudio de los delirios puede decirnos acerca del funcionamiento de las creencias normales. Este campo de investigación, relativamente joven, se conoce como neuropsiquiatría cognitiva.

## Lecturas complementarias
- María Jesús Benedet (2002). Neuropsicología Cognitiva. Aplicaciones a la clínica y a la investigación. Fundamento teórico y metodológico de la Neuropsicología Cognitiva (PDF). Madrid: Instituto de Migraciones y Servicios Sociales (IMSERSO). Ministerio de Trabajo y Asuntos Sociales. ISBN 8484460479. Archivado desde el original el 21 de abril de 2014. Consultado el 18 de abril de 2011.

- Datos: Q18634